# Ataxit
Ataxite sind eine Gruppe von Nickel-Eisenmeteoriten mit einem hohen Nickelanteil von mehr als 15 %. In diesen Meteoriten liegt nur noch das Mineral Taenit vor, es zeigen sich keine Widmanstättenschen Strukturen. Daher haben sie ihren Namen, griechisch = ohne Struktur. Der Name Ataxit für diesen Meteoritentyp wurde 1883 von Gustav Tschermak eingeführt.
Zu den Ataxiten gehören z. B. die Chinga-Meteoriten und Dronino-Meteoriten sowie der Hoba-Meteorit und der Meteorit Gebel Kamil.